# Берн Ґорман
Берн Х'ю Вінчестер Ґорман (нар. 1 вересня 1974) — британський актор та музикант, народжений у США. Берн найбільше відомий завдяки ролям Овена Гарпера у серіалі Торчвуд та Вільяма Ґаппі у екранізації роману Холодний дім. Крім цього, він виконав роль Страйвера у фільмі Темний лицар повертається, а також взяв участь у серіалі Вулиця коронації та фільмі Агент Джонні Інгліш: Перезапуск.

## Біографія
Ґорман народився у Голівуді, де його батько працював професором у Каліфорнійському університеті. Його батьки — британці, і у віці семи років Ґорман разом із батьками та трьома старшими сестрами переїхав до Лондона.
Акторську освіту здобув у Манчестерському столичному університеті

## Кар'єра
Ґорман знімався у перших двох сезонах серіалу-володаря премії BAFTA «Торчвуд» у ролі Овена Гарпера. Це його найвідоміша роль. Інші появи на телебаченні включають участь у серіалах «Секс, місто і я», «Жартланія» та в інших проектах BBC.
У 2005 році Ґорман знявся у екранізації роману Чарльза Діккенса «Холодний дім» на каналі BBC One у ролі Вільяма Ґаппі. Того ж року він знявся у політичному трилері «Низьке зимове сонце» виробництва Tiger Aspect/Channel 4.
Крім цього, він зіграв у серіалах «Жартландія» (BBC Three), «Хороший крадій» (Granada), «Делзіл і Песко» (BBC One), «Нещасний випадок», «Merseybeat» та «Справи інспектора Лінлі» (BBC). Він виконав незначну роль у серіалі «Мешканці Іст-Енду». У 2009 році він знявся в екранізації роману Емілі Бронте «Буремний перевал» у ролі Гіндлі Ерншоу. У 2011 році він зіграв у другій екранізації роману Мартіни Коул Втікачі, який було знято у 2010 році в Кейптауні та Лондоні.
Робота Ґормана у фільмах включає такі стрічки: «Кохання не достатньо», «Листковий пиріг», «Кольоровий Кубрик», «Найкращий чоловік», «Пенелопа», «Клаус», «Убивства в Оксфорді» та «Cemetery Junction». Також він зіграв сценариста Рея Ґелтона у телевиставі каналу BBC Four «Прокляття Степто».
Берн Ґорман також є актором театру. В його доробку є вистави Ladybird (Роял-Корт), Рум'янець (Театр Сохо), «Олівер» (Друрі-Лейн), «Зелений чоловічок» та «Gong Donkeys» (Театр Буш), за які Майкл Біллінґтон із The Guardian написав: «Берн Ґорман доводить, що є одним із найкращих молодих акторів у Британії».
За межами Лондона Ґорман працював у театрах Ноттінгема, Плімута та Манчестера. Газета Manchester Evening News назвала його Найкращим новачком року.
З грудня 2008 до жовтня 2009 він грав Білла Сайкса у мюзиклі Кемерона Макінтоша Олівер! в театрі West End. За цю роль його було номіновано на нагороду Whatsonstage Theatre Awards як «Найкращий актор другого плану у мюзиклі» у 2010 році.
Як музикант, Ґорман виступає по всьому світу. Він давав спільні виступи з Нене Черрі, Rodney P, Groove Armada та багатьма іншими. Також працював над відео групи The Streets.
Вперше головну роль він виконав у фільмі 2011 року «Там, нагорі», який було презентовано на фестивалі Мангейм-Хайдельберг. Аллан Гантер зі Screen International описав його як "носія відлуння Бастера Кітона в ролі меланхолійного Мартіна'.

## Фільмографія
| Рік  | Фільм                           | Роль                          | Зауваження              |
| ---- | ------------------------------- | ----------------------------- | ----------------------- |
| 1998 | Вулиця коронації                | Бен Ендрюс                    | 3 епізоди               |
| 2000 | Нещасний випадок                | Джофф Сімпсон                 | 1 епізод                |
| 2001 | Mersey Beat                     | Шон Фінніґан                  | 1 епізод                |
| 2001 | Кохання не достатньо            | Ел Вайсберґер                 |                         |
| 2002 | Хороший крадій                  | детектив Фейрчайлд            | ТВ-фільм                |
| 2004 | Листковий торт                  | Ґазза                         |                         |
| 2005 | Справи інспектора Лінлі         | Біллі Верґер                  | 1 епізод                |
| 2005 | Кольоровий Кубрик               | Віллі                         |                         |
| 2005 | Жартландія                      | Тім Тімоті                    | 3 епізоди               |
| 2005 | Найкращий чоловік               | водій автобуса                |                         |
| 2005 | Холодний дім                    | Ґаппі                         | Міні-серіал             |
| 2006 | Делзіл і Паско                  | Джеррі Гарт                   | 2 епізоди               |
| 2006 | Пенелопа                        | Ларрі                         |                         |
| 2006 | Низьке зимове сонце             | детектив Кенні Мортон         | ТВ-фільм                |
| 2006 | Торчвуд                         | Овен Гарпер                   | 26 епізодів (2006–2008) |
| 2007 | Мешканці Іст-Енду               | Джед                          | 1 епізод                |
| 2007 | Міс Марпл Агати Крісті          | Джеко Ерґіл                   | ТВ-фільм                |
| 2007 | Секс, місто і я                 | Лоуренс                       | ТВ-фільм                |
| 2007 | Фред Клаус                      | Ельф                          |                         |
| 2008 | Убивства в Оксфорді             | Юрій Подоров                  |                         |
| 2008 | Прокляття Септо                 | Рей Ґелтон                    | Телевистава             |
| 2008 | Bonekickers                     | Бенкс                         | 1 епізод                |
| 2009 | Буремний перевал                | Гіндлі                        | ТВ-фільм                |
| 2009 | Risen                           | Фінч/Брент/Двайт/Флавіо/Такер | відеогра/озвучення      |
| 2010 | Cemetery Junction               | Ренвік                        |                         |
| 2011 | Втікачі                         | Річард Ґейтс                  | 5 епізодів              |
| 2011 | Година                          | Томас Киш                     | ТВ-серіал               |
| 2011 | Сходження жайворонка            | Марлі                         | 1 епізод                |
| 2011 | Там, нагорі                     | Мартін                        |                         |
| 2011 | Агент Джонні Інгліш: Перезапуск | Слейтер                       |                         |
| 2012 | Червоні вогні                   | Бенедикт Косел                |                         |
| 2012 | Темний лицар повертається       | Філіп Страйвер                |                         |
| 2013 | Гра престолів                   | Карл                          | 2 епізоди               |
| 2013 | Тихоокеанський рубіж            | доктор Германн Ґотліб         |                         |
| 2013 | Джимі Гендрікс                  | Майкл Джеффері                |                         |
| 2014 | Зовсім низько                   | офіцер Віггенхерн             |                         |
| 2015 | Багряний пік                    | містер Холлі                  |                         |
| 2016 | In a Valley of Violence         | священик                      |                         |
| 2016 | Абсолютна влада                 | Морґан                        |                         |
| 2018 | Тихоокеанський рубіж: Повстання | доктор Германн Ґотліб         |                         |
| 2020 | Енола Голмс                     | Лінтхорн                      |                         |
| 2022 | Піноккіо                        | Карабінер                     |                         |
| 2022 | Спостерігач                     | Деніел Вебер                  |                         |
| 2024 | Ліфт                            | Кормак                        |                         |
| 2024 | Бітлджюс 2                      | Отець Дем'єн                  |                         |
| 2025 | Франкенштейн                    | Фрітц                         |                         |